# Praporščina Bahr
Praporščina Bahr in Lathum je bilo upravno območje v grofiji Zutphen od leta 1342 do 1735. Območje je obsegalo praporščino (gospoščino prapornega viteza) Bahr in Lathum, z vasjo Giesbeek.

## Zgodovina
Plemiška rodbina Baerskih je naslednica plemičev Rhedenskih. Območje Bahra je v 12. in 13. stoletju pripadalo župniji Rheden. Od leta 1212 naprej je Friderik Rhedenski v različnih dokumentih imenovan kot gospodar Bahra. Gospodje Baarski so prvotno imeli v lasti območje, ki se je raztezalo od Rhedna in Westervoorta do Dierena na zahodnem bregu IJssela. Večina posesti je bila v Veluweju kot fevd škofa iz Utrechta. Ta del je bil sestavljen iz Velpa in polovice Oosterbeeka. Poleg tega so imeli v lasti grad Vrinenstein in jurisdikcijo v Zgornji Betuvi.
Listina iz leta 1342 priča, da je bil Bahr prodan vojvodi Gelderskemu Reinaldu II. Gelderskemu. Zaradi tega je bilo območje Bahra in Lathuma odcepljeo od grofije Zutphen. Nižje sodišče Bahra in Lathuma so sestavljali častnik in dva sodnika. Gospod praporščine je imel kazensko pravico. Ker so bile v Bahru in okolici slabe ceste in so jih prizadele visoke vode, so sodbe pogosto potekale v Arnhemu ali Zutphenu. S poroko Elizabete Rhedensko-Bahrske z grofom Diederikom Moerskim je leta 1354 praporno gospostvo prišlo v last plemiške rodbine Mörs. Leta 1460 je gospostvo Bahr s poroko prišlo v last Viljema Egmonstskega (1412-1483), brata Arnolda, vojvode Gelderskega.
Leta 1557 je praporščino pridobil v last Lamoral Egmontski, vendar jo je že leta 1562 prodal Jakobu Bronckhorstskem za 74.000 guldnov. Preko Bronckhorstskih je posest sčasoma z dedovanjem prišla v roke gospodov Westholtskih. Leta 1641 gospostvo Bahr pride s poroko v last vojvodam Salmskim, gospodarji Anholta. Dne 27. marca 1672 je Karl Teodor Oton vojvoda Salmski prodal praporno gospostvo Bahr in Lathum Burhardu Viljemu baronu Westerholt-Scherpenzeelu.
Gospostvo so leta 1735 z vsemi pripadajočimi pravicami od Johana Friderika Westholtskega odkupili Deželni stanovi vojvodina Gelders za 120.000 guldnov in ga nato dodelilo gelderskemu revizijskemu uradu. 